# Новокручинінське міське поселення
Новокручи́нінське міське поселення (рос. Новокручининское городское поселение) — міське поселення у складі Читинського району Забайкальського краю Росії.
Адміністративний центр та єдиний населений пункт — селище міського типу Новокручинінський.

## Населення
Населення міського поселення становить 10128 осіб (2019; 10166 у 2010, 9817 у 2002).